# NK Hrvatski dragovoljac Boće
NK Hrvatski dragovoljac je hrv. bosanskohercegovački nogometni klub iz Boća u Brčko Distriktu.

## Povijest
Klub je osnovan 1978. godine kao FK Polet. Odlukom klupske skupštine od 1996. nosi današnji naziv - NK Hrvatski dragovoljac. U sezoni 2004./05. nastupali su u 1. županijskoj ligi PŽ.
U sezoni 2016./17. igrali su u 2. županijskoj ligi PŽ nakon čega više nisu aktivni u seniorskim natjecanjima.
Navijači se nazivaju Smičuge. 

## Vanjske poveznice
- Službena stanica  Arhivirana inačica izvorne stranice od 5. ožujka 2016. (Wayback Machine)
- Facebook NK Hrvatski dragovoljac Boće